# St. Peter und Paul (Neufra)

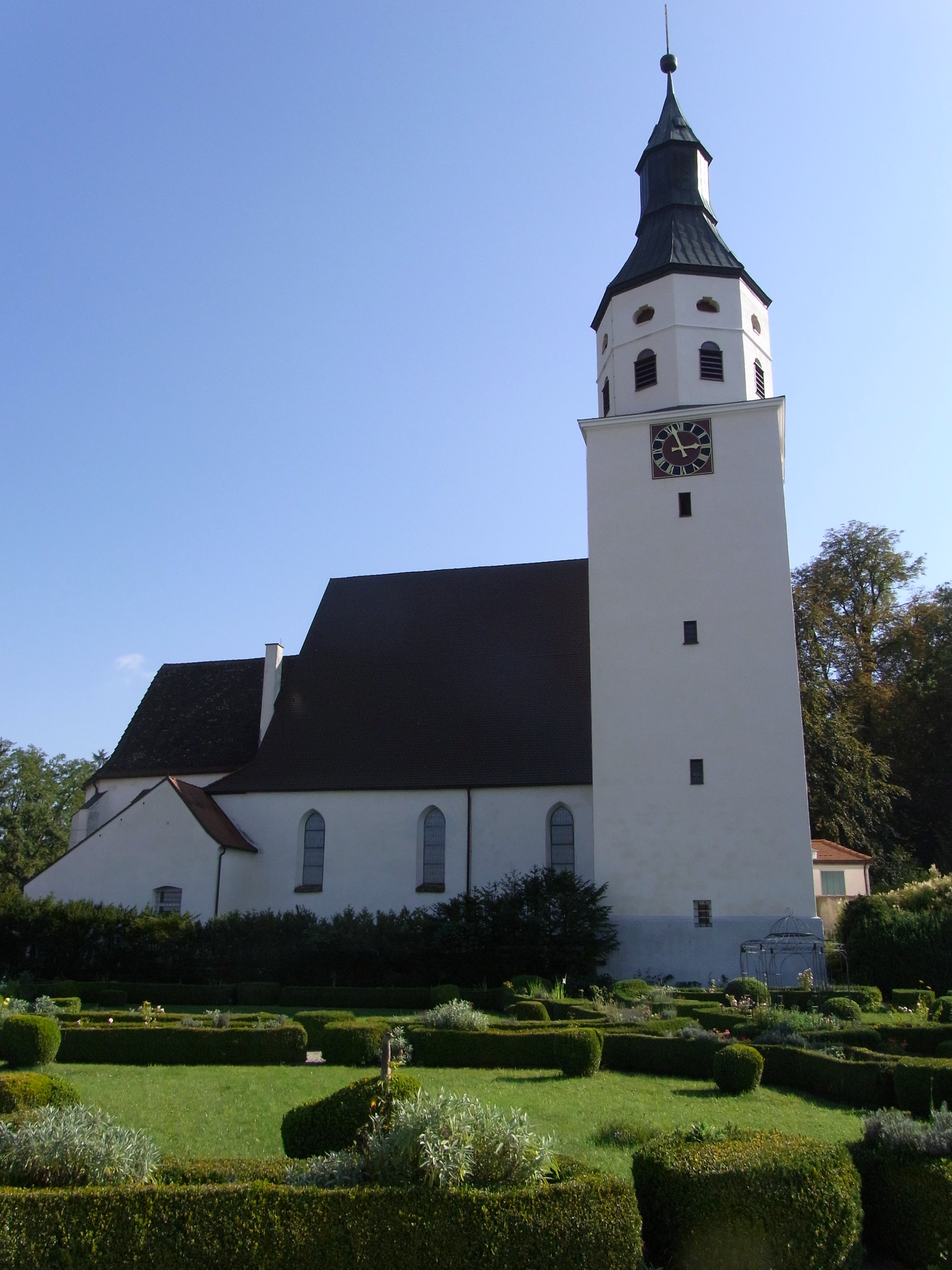
St. Peter und Paul in Neufra

Die römisch-katholische Pfarrkirche St. Peter und Paul, deren Vorgänger die Schlosskirche war, steht in Neufra, einem Stadtteil von Riedlingen im Landkreis Biberach in Baden-Württemberg. Die Kirchengemeinde gehört zur Diözese Rottenburg-Stuttgart. Das Bauwerk ist beim Landesamt für Denkmalpflege Baden-Württemberg als Baudenkmal eingetragen.

## Beschreibung
Mit dem Bau der Saalkirche wurde 1517 begonnen. Sie besteht aus einem Langhaus, das im Innenraum an den Seiten von Kapellen flankiert wird, einem eingezogenen, dreiseitig geschlossenen Chor im Osten, dessen Innenraum von einem Netzgewölbe überspannt ist, und unter dem sich eine vom Vorgängerbau übernommene Krypta befindet, in die ein Kriegerdenkmal eingebaut wurde, und einem 1724–35 gebauten Kirchturm auf quadratischem Grundriss an der Nordwestecke des Langhauses. Sein oberstes quadratisches Geschoss beherbergt die Turmuhr. Im aufgestockten achteckigen Geschoss ist der Glockenstuhl untergebracht. Die Sakristei befindet sich an der Stelle des früheren Chorflankenturms an der Nordwand des Chors. Im 19. Jahrhundert wurde im Westen eine Empore eingebaut.